# 1919 코파 델 레이 결승전
1919 코파 델 레이 결승전(스페인어: La Final de la Copa del Rey de 1919)은 스페인의 컵대회인 코파 델 레이의 17번째 결승전이다. 이 경기는 1919년 5월 18일, 마드리드의 마르티네스 캄포스에서 열렸다. 아레나스 게초가 바르셀로나를 5–2로 이기면서 사상 첫 우승을 차지했다.

## 상세 경기 정보
| 아레나스 게초                                            | 5–2 (연장전) | 바르셀로나                |
| -------------------------------------------------------- | ------------ | ------------------------- |
| 세수마가 12′, 80′, 96′ · 페냐 116′ · 이바이바리아가 119′ |              | 38′ 비냘스 · 55′ 라카토스 |

| 아레나스 · 게초 | 바르셀로나 |

| 아레나스 게초: |    |                             |
|                |    |                             |
| GK             | 1  | 호세 마리아 하우레기        |
| DF             | 2  | 페드로 바야나               |
| DF             | 3  | 도밍고 카레아가             |
| MF             | 4  | 구메르신도 우리아르테       |
| MF             | 5  | 호세 아루사                 |
| MF             | 6  | 호세 마리아 페냐            |
| FW             | 7  | 이바이바리아가              |
| FW             | 8  | 프란시스코 파가사우르툰두아 |
| FW             | 9  | 펠릭스 세수마가             |
| FW             | 10 | 페드로 바르투렌             |
| FW             | 11 | 플로렌시오 페냐             |

| 바르셀로나: |    |                          |
|             |    |                          |
| GK          | 1  | 루이스 브루              |
| DF          | 2  | 레게라                   |
| DF          | 3  | 코스타                   |
| MF          | 4  | 라몬 토랄바              |
| MF          | 5  | 아구스틴 산초            |
| MF          | 6  | 블랑코                   |
| FW          | 7  | 비냘스                   |
| FW          | 8  | 후안 가르치토레나        |
| FW          | 9  | 비센테 마르티네스        |
| FW          | 10 | 파울리노 알칸타라        |
| FW          | 11 | 호세 란다사발 "라카토스" |
| 감독:       |    |                          |
| 잭 그린웰   |    |                          |

| 코파 델 레이 1919 우승   |
| ------------------------ |
| 아레나스 게초 1번째 우승 |